# Kuiptah
Kuiptah, nazvan po bogu Ptahu, bio je drevni Egipćanin, visoki svećenik boga po kojem je bio nazvan. Živio je u Memfisu, a držao je status visokog svećenika tijekom vladavine kralja Neferirkare Kakaija. Bio je sin Kanefera, koji je također bio svećenik, i žene zvane Čenteti. 